# Georg Israel
Georg Israel, auch  Georg Izrael (* um 1505 in Ungarisch Brod in Mähren; † 15. Juli 1588 in Leipnik in Mähren) geschrieben, war ein Bischof der Unität der Böhmischen Brüder. Ursprünglich war er Schmied. Im Tschechischen wird er meist Jiří Izrael oder Jiři Izrael, im Polnischen Jerzy Izrael, im Englischen George Izrael, latinisiert Georgius Israel genannt, bisweilen begegnet auch die Schreibweise Jiri Israel.

## Leben

### Prediger in Turnau
Georg Israels christlich gesinnte Eltern waren bereits Mitglieder der Böhmischen Brüder.
Den Nachnamen „Israel“ gab er sich um 1540 als biblische Anspielung.
Der erste Hinweis auf Georg Israels Wirken datiert auf das Jahr 1542, von seinem vorherigen Leben ist nichts bekannt. In diesem Jahr war er Prediger der Gemeinde in Turnau und besuchte als Teil einer Gesandtschaft mit dem Prediger Jan Augusta, Joachim Prostibor und anderen Martin Luther in Wittenberg, dessen Freundschaft die Böhmischen Brüder gesucht und gefunden hatten. Bei diesem Besuch handelte es sich offenbar um den letzten in einer Reihe. Luther verabschiedete sie vor zahlreichen Professoren der Universität Wittenberg, die Worte des Reformators sind wie folgt überliefert: „Seid ihr die Apostel des slawischen Stammes: Ich, mit den Meinigen, will der Apostel des deutschen Stammes sein.“
1547 endete der Schmalkaldische Krieg mit einem Sieg der Katholiken unter Karl V. Dies führte zur Zerschlagung von Israels Gemeinde im böhmischen Turnau.

### Haft in Prag und Flucht
Die anderen Gemeindeglieder wanderten daraufhin nach Preußen aus, während Israel selbst für mehrere Wochen in Prag interniert war. Der Oberstburggraf Johann Popielius hatte ihn vor die Wahl gestellt, sich auf der Burg zu stellen, oder 1000 Dukaten Strafe zu zahlen. Bekannte rieten ihm, sich für die Geldzahlung zu entscheiden, Israel meinte aber, es sei ausreichend, dass er einmalig und vollständig durch Christi Blut erkauft sei, und nicht noch zusätzlich durch Menschengold freigekauft werden müsse. Stattdessen erbat er sich das Geld als Reisegeld für seine künftige Verbannung und bat darum, man möge darum beten, dass er alle Misshandlungen um Christi willen ertrage. Israel stellte sich also am festgesetzten Tag, bekannte sich zum Glauben der Böhmischen Brüder und wurde am 30. Mai 1548 inhaftiert. Jan Augusta und Jakob Bilek waren kurz zuvor noch im selben Gefängnis interniert, zwischenzeitlich aber verlegt worden.
Nach einigen Wochen sah Israel eine Möglichkeit zur Flucht und fragte den Ältesten der Unität, Matthias Sionius, schriftlich nach seiner Meinung dazu. Als dieser zugestimmt hatte, gelang Israel am 23. Juli 1548 die Flucht: am helllichten Tage passierte er als Schreiber verkleidet, mit einer Feder hinter dem Ohr und Papier und Tintenfass in der Hand, die Wachen. Im Gefängnis hatte er einen Brief an den Burggrafen und eine Abschrift der Konfession der Brüder-Unität von 1535 zurückgelassen.
Israel ging noch 1548 auf Anordnung der Ältesten ebenfalls nach Preußen.

### In Posen und Umgebung
Graf Andreas von Gorka, Castellan von Posen und Generalstatthalter von Großpolen, lud die Flüchtlinge der Unität in die von ihm geerbten Städte Posen, Curnic, Koschmin und Samotulien ein. Etwa am 25. Juni 1548 erreichte ein Treck von 900 Böhmischen Brüdern auf 120 Wagen diese Region, um sich dort anzusiedeln. Am 16. August erreichte auch Georg Israel gemeinsam mit Matthias Sionius und einem weiteren Mann die Gegend. Die Gottesdienste der Unität wurden auch von anderen Einwohnern Posens besucht, die teilweise zu ihrem Glauben konvertierten.
Am 24. August 1548 mussten die Böhmischen Brüder die Gegend von Posen auf Befehl König Sigismund II. August wieder verlassen. Den Befehl hatte der Bischof von Posen, Benedikt II. Idzbienski, erwirkt.

### In Thorn
Die Brüder gingen nun nach Thorn, wo die Gottesdienste weiter in Privatwohnungen abgehalten wurden. Auch hier konvertierten viele zum evangelischen Glauben, nicht nur Thorner Bürger, sondern auch Posener, welche die Thorner Messe besuchten und an den Gottesdiensten der Böhmischen Brüder teilnahmen.
Im Dezember 1548 musste die Unität auf ein königliches Edikt hin auch Thorn verlassen, allerdings wurde ein Prediger der Böhmischen Brüder zurückgelassen. Noch bevor dieser Exodus begann, wurde Georg Israel vom römisch-katholischen Priester Samuel Macziejovius, dem Kanzler des Bischofs von Krakau, wegen der Frage der Apostolischen Sukzession attackiert. Er warf Israel vor, sein Predigtamt in diesem Sinne nicht rechtmäßig erworben zu haben. Israel konterte damit, dass die Nachfolge in der richtigen Lehre und in den biblischen Anweisungen zum Predigtamt bestünde.

### Im Herzogtum Preußen
Im selben Monat erreichten die Brüder den Teil Preußens, der Herzog Albrecht unterstand.
Der Herzog ließ die Lehre der Böhmischen Brüder am 27. und 28. Dezember 1548 in Königsberg durch die dort ansässigen Theologen Petrus, Melchior Isinder, Friedrich Staphylus, Johann Funck und Johann Tacelius, den herzoglichen Hofprediger, prüfen. Zur Prüfung mussten Vertreter der Unität, nämlich Georg Israel, Johann Szerni, Matthäus Stregicius, Urban Hermon, Matthias Czervenka, Johann Girk, Adam Szturm und Nicolaus Bitessius, ihr Bekenntnis mündlich ablegen. Als Ergebnis wurde die wesentliche Übereinstimmung des Bekenntnisses der Böhmischen Brüder mit der Confessio Augustana festgestellt.
Am Sonntag, dem 13. Januar 1549 wurden die Flüchtlinge der Böhmischen Brüder feierlich in die Kirche von Marienwerder eingeführt.
Ein Reskript vom 29. März 1549 integrierte sie in die lutherische Kirche, verpflichtete sie auf die Confessio Augustana und verbot Sezessionsbestrebungen und die Verwendung des eigenen Bekenntnisses von 1538.

### Reiseprediger
Im Herbst 1550 wurden Georg Israel und Matthias Czervenka vom Ältesten Sionius über Großpolen nach Mähren entsandt.
1551 bat die neue Gemeinde der Böhmischen Brüder in Posen Sionius, der im preußischen Gilgenburg ansässig war, in zwei Briefen um einen guten Prediger und Lehrer. Daraufhin wurde beschlossen, Georg Israel öfter nach Posen reisen zu lassen. Gründe dafür waren sein kräftiger Körper, seine guten Polnischkenntnisse und seine Ortskenntnis.
Israel gehörte zu den Übersetzern und Dichtern von Kirchenliedern, die sich um den polnischsprachigen Gemeindegesang der Böhmischen Brüder verdient machten.

### Psalmbetend über Eisschollen
An Laetare 1551, also am 8. März, erreichte er Thorn. Aus Furcht vor einer Überschwemmung hatte der Magistrat die Brücke über die Weichsel abgetragen, so dass Israel über das vergleichsweise dünne Eis den hier sehr breiten Fluss überqueren musste.
Eine oft zitierte Begebenheit ereignete sich am nächsten Tag:
Israel wollte überprüfen, ob das Eis sich per Pferd überqueren ließe. Er verließ also die Stadt und ging über das bereits begangene und scheinbar selbst für einen Wagen ausreichend stabile Eis zu Fuß bis zu einer Insel, die zwei Flussarme voneinander trennte. Das Eis auf dem anderen Flussarm wies zwar einige Löcher, aber keine Risse auf. Als er die Insel in Richtung Thorn wieder verließ, brach das Eis unter dem Wasserdruck des durch Hochwasser anschwellenden Flusses in Stücke und Israel wurde auf einer Eisscholle abgetrieben. Psalm 148 (siehe Ps 148,1–14 ) zitierend ging er von Scholle zu Scholle. Bürgermeister Hoffmann, der mit einer großen Anzahl Thorner Bürger am Ufer stand, gebot den Leuten, zu schweigen, um Israel nicht zu verwirren. Als er sich dem Ufer näherte, riefen sie aber: „Zu uns, zu uns!“ Mit der letzten Scholle wurde er an der Ziegelhütte beim Garten des Bürgers Prussius angetrieben und konnte sich an das Ufer retten. Die Anwesenden beglückwünschten ihn für den göttlichen Beistand, den sie hier, wie sie sagten, am Werke sahen, zwei von ihnen folgten ihm in seine Herberge. Einer von diesen äußerte, er wolle diese Begebenheit sofort niederschreiben, um sie nicht zu vergessen, da er noch nicht erlebt habe, dass jemand in dieser Stadt aus einer solchen Gefahr errettet worden sei. Dieser Augenzeugenbericht wurde von Adam Mengerscius in seine Historia Ecclesiastica Slavonicarum Provinciarum übernommen, die er unter dem Pseudonym Regenvolscius schrieb.
(Einige Versionen dieser Geschichte, die beispielsweise im Internet kursieren, titulieren den evangelischen Geistlichen, wohl aufgrund seines Namens, irrtümlich als jüdischen Rabbi; der Originalzusammenhang ist unter anderem in dem unter „Quellen“ angegebenen Buch von Lochner nachzulesen.)
Später beglückwünschte Georg Israel auch der Bürgermeister. Abschließend dankte Israel in einer Predigt Gott öffentlich für seine Rettung.
Nach seiner Flucht aus dem Gefängnis in Prag war dies das zweite Mal, dass Israel aus unmittelbarer Todesgefahr gerettet wurde. Er fühlte sich in seinem Auftrag als „Apostel der Polen“, wie er auch genannt wurde, bestätigt. Seine evangelischen Glaubensgeschwister deuteten die Begebenheit damals als Zeichen für die „wahre Kirche“, die Gott aus zeitlicher Not an das Ufer der Ewigkeit rettet.

### Reisen nach Polen
Einige Tage später senkte sich der Wasserspiegel der Weichsel, und Israel konnte seine Reise nach Posen fortsetzen. Dort herrschte ebenfalls Hochwasser, diesmal von der Warthe ausgehend. Georg Israel fuhr mit einem Kahn in die Stadt und konnte den Torbogen dabei mit der Hand berühren. Auch der Marktplatz war überflutet, das Wasser reichte den Pferden bis über den Rücken. Seine erste Predigt in Posen hielt Israel am Mittwoch nach Judica heimlich vor wenigen handverlesenen Zuhörern im Haus des Andreas Lipczynius. Die Zuhörer informierten über Boten Catharina Ostroróg, eine ältere unverheiratete Frau und Schwester der Grafen Stanisław und Jakub Ostroróg, über Israels Anwesenheit.
Sie reiste am nächsten Tag aus Pamiantkov an, nahm am Folgetag am Gottesdienst teil und sprach mit Israel über religiöse Themen. Auch eine andere Schwester der genannten Grafen nahm mit ihrem Mann Lucas Jancov an den Gottesdiensten teil. Jancov lud Georg Israel in das einige Meilen entfernte Landgut Psarsikie ein.
Am Gründonnerstag nahm Israel dort das Ehepaar und den Diener Martin Kadzinius in die Gemeinde der Böhmischen Brüder auf und feierte mit ihnen das Abendmahl.
Am Karfreitag bekannte sich auch Catharina Ostroróg mit zwei ihrer Dienerinnen in Pamiantkov zur Lehre der Unität und empfing etwas später in Posen erstmals das evangelische Abendmahl. Sie gab diesen Glauben an ihre Freundin Anna Cansinovia da Kunovo weiter, die in Samotulien bereits heimlich am evangelischen Abendmahlssakrament teilgenommen hatte. Auf diese Weise entstand in Posen und Umgebung eine neue Gemeinde der Böhmischen Brüder.
Israel kehrte nach Preußen zurück und berichtete dem bettlägerigen Sionius, der am 16. April 1551 starb, über seine reformatorischen Erfolge.
Zur Zeit des Posener Jahrmarktes unternahm Israel eine weitere Reise nach Posen, begleitet von dem deutschen Prediger Johann Coritanus. Von Posen aus reiste er mehrmals nach Psarskie und insbesondere nach Pamiantkov. Dort hörten Anna Cansinovia, deren Schwester, die unverheiratete Hedwig von Sokolnik, Wolfgang Bucovecius und seine Frau sowie die unverheiratete Barbara Jascolec seine Predigten. Sie traten der Gemeinde bei und wurden nach den entsprechenden Unterweisungen zum evangelischen Abendmahl zugelassen. Um den 25. Juli 1551 herum kehrte Jakub Ostroróg von Krakau nach Ostroróg zurück. Er wurde begleitet von Felix Cruciger, der einige Jahre vorher in Ostroróg gepredigt hatte, bevor die Familie zum evangelischen Glauben konvertierte. Gegen Ende des Sommers machten sich Israel und Cruciger miteinander bekannt.
Eine weitere Reise Israels nach Posen datiert auf die Passionszeit des Jahres 1552. Dabei predigte er bei Lipczynius, bisweilen auch bei dem Apotheker Jakob. Während dieses Aufenthalts schlossen sich der Schneider Martin mit seiner Frau und seiner Tochter sowie Lipczynius' Magd Margareta und einige andere Personen den Böhmischen Brüdern an.
Im selben Jahr reiste Israel noch einmal um den 24. Juni herum nach Posen und hielt eine Predigt im Haus Nicolaus Schillings in der Vorstadt; einen Nachmittagsgottesdienst hielt er im Garten des Schneiders Martin. Im Haus des Albert Stammet, der wenig später starb, hielt er einen Abendmahlsgottesdienst ab. Aufgrund einer Pestepidemie musste Israel die Stadt wieder verlassen.

### In Polen
Bis 1553 war Israel Prediger in Marienwerder und Gardensee, er hatte seinen Dienst dort vier Jahre lang auf eigene Kosten versehen. Danach übernahm das Predigtamt dort Petrus Studenius, während Israel auf Weisung der Ältesten seinen Wohnsitz in Polen nahm, da er dort unentbehrlich für die Böhmischen Brüder geworden war.
Nach dem 6. Januar 1553 zog er nach Posen um, wo er eine Wohnung von Lukas Jankov mietete. Er predigte täglich in dieser Wohnung. Unter seinen Zuhörern war die Nonne Praredra, welche den evangelischen Glauben an andere weitergab. Unter dem Eindruck der Pestepidemie fühlte sich Israel veranlasst, auch die Umgebung von Posen zu betreuen. Deshalb predigte er auch in Pamiantkov. Die Predigten mussten zu dieser Zeit noch im Geheimen abgehalten werden. Damit Gesang und Predigt nicht von außen zu hören waren, wurden die Fenster mit Federbetten, Kissen oder Polstern schalldicht gemacht; die Haustür wurde bewacht; nur bekannte Personen durften eintreten. Der Bischof von Posen, Benedikt II. Idzbienski, soll 40 Auftragsmörder auf Georg Israel angesetzt haben. Dieser konnte überleben, indem er sich verkleidete, wenn er Gemeindemitglieder besuchte, mal als Hofbeamter, mal als Kutscher, mal als Koch, mal als Handwerker.
Am 1. Mai 1553 predigte Israel im Haus des Grafen Ostroróg, diese Predigten hatten schon eine öffentlichere Natur. Zu dieser Zeit beorderte ihn Johann Coscilecius, der Generalpräsident von Großpolen, auf seine Burg. In einem Vieraugengespräch ließ sich Coscilecius von Israel den Glauben der Böhmischen Brüder erläutern und hatte an deren Glaubensartikeln auch nichts auszusetzen. Allerdings warnte er ihn vor den Gefahren, denen er sich aussetzte, und riet ihm, sich aus Posen zurückzuziehen. Israel durfte die Burg ungehindert verlassen.
Trotz der Warnung setzte er seine Predigten in Posen für einige Zeit uneingeschränkt fort. So verbreitete er den evangelischen Glauben in der Umgebung Posens. In Ostroróg befanden sich zu dieser Zeit Francesco Stancaro und, als Prediger des Grafen, Felix Cruciger. Letzterer war papstkritisch, aber nicht evangelisch eingestellt. Sie befürchteten wohl, dass es ihrer Position beim Grafen schaden könnte, wenn dieser zum Glauben der Böhmischen Brüder konvertieren würde. Jedenfalls rieten sie ihm unter dem Vorwand der Pestepidemie, Georg Israel nicht auf seine Güter einzuladen. Graf Ostroróg stimmte zu und verfasste einen entsprechenden Brief an Israel, der vom Amtmann des Bezirks Pamiantkov und Sokolniki, Albert Mengerscius von Mengierki, einem seiner Hofbediensteten, während eines Gottesdienstes im Hof der Frau des Jakob Cansinov, der dem Ort vorstand, überbracht wurde. Cansinov selbst gehörte noch nicht den Böhmischen Brüdern an, wohl aber seine Frau und einige Diener. Die versammelte Gemeinde, darunter auch Cansinov, war erschrocken über den ablehnenden Brief, Israel konnte aber aus dem Interesse des Grafen am Glauben der Brüder entnehmen, dass Cruciger und Stancaro für die Ablehnung verantwortlich waren. So setzte er auch seine Predigten auf dem Besitz des Grafen trotz des Verweises fort; selbst als Mengerski ihn später noch einmal warnte, dass zwar nicht er selbst, aber andere Bedienstete des Grafen ihn mit Gewalt vertreiben könnten, verwies er auf die Hilfe Gottes.
Israel, der unter dem Schutz Catharina Ostrorógs stand, zog nun in den Hof Jakub Ostrorógs in der Posener Vorstadt um. Dieser wurde auch seine neue Predigtstätte. Später besuchte er Wolfgang Bucovec in Sokolniki bei Ostroróg und von dort aus Jakub Ostroróg, der ihn gemeinsam mit Cruciger vor seinem Haus freundlich begrüßte. Beide äußerten sich bei dem anschließenden Gespräch positiv über die Böhmischen Brüder. Graf Ostroróg bat darum, beim evangelischen Abendmahl zugegen sein zu dürfen, kurze Zeit später erfüllte ihm Israel mit seiner Gemeinde in Posen diesen Wunsch, Cruciger sah ebenfalls dabei zu. Die Einstellung des Grafen gegenüber den Böhmischen Brüdern besserte sich danach weiter. Cruciger und Stancaro, welche Graf Ostroróg zur Verbesserung des kirchlichen Lebens beschäftigte, arbeiteten zwar dagegen, der Graf beschäftigte sich aber immer mehr mit dem Glauben der Unität.

### Jakub Ostroróg wird endgültig für die Reformation gewonnen
Die Frau des noch unentschlossenen Grafen, Barbara Stadnicia, lud die Geistlichen der Brüder zu einem Privatgottesdienst im Schloss in Ostroróg ein. Dabei waren die unmittelbaren Bediensteten der Gräfin und viele benachbarte Adelige anwesend. Der Graf selbst befand sich in einem anderen Gebäude mit einigen römisch-katholischen Gästen, die ihn gegen seine Frau aufhetzten. Jakub Ostroróg griff sich eine Peitsche und ging in den Raum, in dem der evangelische Gottesdienst stattfand. Die Predigt hielt Matthias Czervenka, neben ihm saß Israel. Czervenka predigte beim Eintreten des Grafen weiter und passte den Inhalt seiner Rede an den neuen Gast an. Anstatt seine Frau, wie geplant, aus dem Raum zu zerren, blieb Ostroróg stehen und hörte erstaunt zu. Georg Israel bat ihn, Platz zu nehmen. Der Graf war von dem Gottesdienst so beeindruckt, dass er der Aufforderung nachkam. Er sagte später, er hätte sogar gehorcht, wenn man ihm geboten hätte, sich unter einer Bank oder einem Tisch zu verkriechen. Er habe sich gefühlt, als stünde er vor dem Richterstuhl Gottes. Er blieb also bis zum Ende des Gottesdienstes und wurde endgültig für den evangelischen Glauben gewonnen. Dazu trug auch bei, dass Israel die Zuhörer später beim Mittagessen in Anwesenheit Jakub Ostrorógs über die Predigt befragte, um ihr Verständnis für die evangelische Lehre zu erforschen. Der Graf und seine Frau konvertierten formell, die römisch-katholischen Geistlichen der Kirche in Ostroróg wurden entlassen und durch Georg Israel ersetzt. Cruciger und Stancaro kehrten nach Krakau zurück, ohne Israels Bemühungen weitere Steine in den Weg zu legen.

### Pfarrstelle in Ostroróg
Im November 1553 zog Georg Israel ins Pfarrhaus nach Ostroróg um, die örtliche Kirche diente nun dem evangelischen Gottesdienst der Böhmischen Brüder. Von hier aus unternahm er weiterhin Reisen nach Posen, er ließ sich dort aber in kirchlichen Angelegenheiten auch durch Georg Philippensis und den ebenfalls aus Mähren stammenden Johann Petrassius vertreten. Es bildeten sich neue Gemeinden der Böhmischen Brüder in der Region, denen Israel Seelsorger zuwies. In Koźminek, einem Ort des Grafen Ostroróg, war dies Albert Serpentinus, später Joh. Rokita, in Marszewia Petrus Scalnicus, in Lobsenia Georg Philippensis, in Barcin Joh. Rybinius. In Großpolen breitete sich die Reformation aus. Allein durch Israels Wirken wurden 20 evangelische Gemeinden in diesem Landesteil gegründet. Durch die zurückhaltende Vorgehensweise der Unität nahm die Gefahr für die evangelischen Christen ab und viele wurden für ihre Lehre gewonnen.
Am 13. März 1554 nahm Georg Israel Simeon Theophilus (* 15. September 1544, † 1608, auch Simeon Theophilus Turnovius oder Simeon Turnovský) aus dem böhmischen Turnau als Pflegesohn an, Simeon lebte danach zunächst im Herzogtum Preußen.
Innerevangelische Lehrstreitigkeiten wurden in Großpolen vermieden, die Entwicklungen in den evangelischen Gemeinden anderer Provinzen machten aber ein Religionsgespräch notwendig, das am 24. März 1555 in Ehrencice in Kleinpolen abgehalten wurde. Die Böhmischen Brüder wurden dabei von Georg Israel und Johann Rokita vertreten.
Fortgesetzt wurden die Gespräche noch im selben Jahr in Goluchovia in Großpolen, Gastgeber war Graf Raphael Leszczyński. Teilnehmer waren Georg Israel, Johannes Rokita, Felix Cruciger, Andreas Prasmovius von Radziejovia, Alexander Vitrelinus, Georgius Grodisco, der Stanisław Ostroróg vertrat, Martin von Curnic, Laurentius Prasnisius, genannt Discordia aus Gostyń und Stanislaus Sarnicius, der sich vorher in Genf aufhielt und nun nach Polen zurückgekehrt war. Inhaltlich ging es vor allem um die Abendmahlsauffassung, eine Einigung zwischen den beim Gespräch vertretenen Lutheranern, Calvinisten und Böhmischen Brüdern konnte zu diesem Zeitpunkt nicht erzielt werden.
Eine königliche Order vom 27. Juni 1555 an Joh. Coscelecius, den Generalkapitän von Großpolen, welche private religiöse Versammlungen evangelischer Christen verbot, blieb aufgrund des gestiegenen Einflusses der Reformation wirkungslos.

### Synodaler
Vom 24. August bis zum 2. September 1555 fand in Koźminek bei Kalisz die erste evangelische Generalsynode in Großpolen statt. Die Stadt unterstand dem Grafen Ostroróg. Dabei waren auch Gesandte aus dem Herzogtum Preußen anwesend, nämlich der Präfekt von Soldau, Wilhelm Crinec Baron von Ronow und der herzogliche Hofprediger Johann Funck, der aus Wöhrd bei Nürnberg stammte. Die Böhmischen Brüder wurden durch die Geistlichen Georg Israel, Jan Černý-Nigranus, Matthias Piscator, Johannes Girk, den Pastor der deutschen Kirche in Niedburg in Preußen, Petrus Studenius, Petrus Scalnicius, Matthias Machek und Albertus Serpentinus, den ersten Pastor der Kirche von Koźminek, sowie die Anwärter auf das Pastorenamt Johannes Laurentius, Johannes Rokita, Johannes Petrasius, Stephanus Budsovius, Georg Philippensis, Martinus Abdon und Paul Cruciger vertreten. Die evangelischen Gemeinden in Kleinpolen vertraten Felix Cruciger aus Scebresin, der jetzt Superattendens der Kirchen in Krakau und Pastor der Kirche in Secemin war, Stanislaus Lutomirscius, Gregorius Pauli, Martin Crovicius, Andreas Prasmovius, Alexander Vitrelinus und Laurentius Bresinius. Als politische Anführer der Reformation in Großpolen nahmen der Castellan und spätere Palatin von Inoulodislav Joh. Crotoscius, der Castellan von Rogosn, Joh. Tomicius, Graf Jakub Ostroróg, Albert Marsevius, Petrus Grudziecius und andere teil. Aus Kleinpolen kamen entsprechend der Unterkämmerer von Lencicz Stanislaus Lasocius, Hieronymus Philippovius, der Dichter Andrzej Trzecieski und andere. Auf der Synode wurde die Lehre der Böhmischen Brüder sorgfältig vorgestellt und fand die Zustimmung der kleinpolnischen Synodalen, welche daraufhin am 31. August formell den Böhmischen Brüdern beitraten und am 1. September am Abendmahl der Unität teilnahmen. Johannes Laurentius, Johannes Rokita, Johannes Petrasius, Georg Philippensis und Stephan Bydsovius erlangten die Priesterwürde der Böhmischen Brüder.
Nicht zuletzt Israels Arbeit war es zu verdanken, dass der Polnische Reichstag ebenfalls noch im Jahre 1555 den evangelischen Christen schließlich die freie Predigt erlaubte. Georg Israel wurde zur Führungsperson der Böhmischen Brüder in Großpolen, die sich dort unauffällig immer mehr etablierten. Aus den antitrinitarischen Streitigkeiten in Kleinpolen hielten sie sich heraus (siehe Polnische Brüder).
Dennoch wurde versucht, die Verbindung mit den anderen evangelischen Gruppen unter anderem durch die Abhaltung von Synoden aufrechtzuerhalten. So fand am 23. April 1556 eine Synode in Pińczów, dem Zentrum der polnischen Reformation, statt. Dabei nahmen Georg Israel, Superattendens Matthias Czervenka, Johannes Laurentius, Johannes Rokita und Johannes Gelecius teil.
Im selben Jahr wurde in Koschmin eine Schule der Böhmischen Brüder gegründet.
Ebenfalls 1556 führten Israel und Johann Rybinius eine sechswöchige Visitation der Gemeinden in Kleinpolen durch, wobei Georg Israel auch an der Synode von Ivanovicz teilnahm, wo er Francesco Lismanini kennenlernte, in dessen Wohnung im Haus der Edelfrau Dluska die Versammlung stattfand. Die Synode sollte vom 28. Dezember 1556 bis Januar 1557 stattfinden. Aufgrund einer Erkrankung des kurz zuvor nach Polen zurückgekehrten Jan Łaski, welcher an der Synode zunächst nicht teilnehmen konnte, wurde die Versammlung am Abend des ersten Tages schon nach kurzer Zeit vorübergehend abgebrochen, da die kleinpolnischen Delegierten den Kranken besuchen wollten.
So kam es am Abend des 28. Dezember zu einem privaten Besuch Israels bei Lismanini und einer intensiven Unterhaltung, in der Lismanini Israel über seinen Werdegang berichtete. Israel zeigte sich unzufrieden mit dem Stand der Reformation in Kleinpolen, die dort weniger gefördert wurde als in Großpolen. Lismanini verteidigte die kleinpolnischen evangelischen Geistlichen. Sie seien guten Willens, aber nicht ausreichend ausgebildet, Superintendent Cruciger eingeschlossen. Sie bräuchten einen guten Lehrer. Er bat Israel, in Ivanovicz zu bleiben und dieser Lehrer zu sein. Der Bericht über diese Unterhaltung stammt indes von Israel selbst und dürfte daher von seiner eigenen Meinung gefärbt sein.
Israel konnte nicht länger bleiben, da er im Auftrag der Senioren nach Preußen weiterreisen musste. Er reiste über Secymin nach Petrikau.
Ab dem 1. Januar 1557 nahm Łaski an der Synode von Ivanovicz teil. Gleichzeitig reise Israel mit Krakauer Fuhrleuten nach Thorn, das er am 6. Januar erreichte, und wo er sich für vier Tage aufhielt. Hier unterhielt er sich mit Philippensis, Studenius, Marchek und Rokita. Dann ging er auf Bitten Mucheks nach Soldau. Hier hielt sich seit Dezember Pietro Paolo Vergerio auf, um dem Polnischen Reichstag nahe zu sein. Vergerio befragte Israel am 13. und 14. Januar über Geschichte und Verfassung der Böhmischen Brüder und über Lismanini.
Ab dem 9. März 1557 lebte Israels Pflegesohn Simeon Theophilus bei ihm in Ostroróg.

### Senior für Polen
1557 wurde auf der Synode der Kirche der Böhmischen Brüder in Sležany in Mähren, die ab dem 24. August tagte und von über 200 Geistlichen besucht wurde, die großpolnische Provinz der Unität eingerichtet, als dritte nach der mährischen und der böhmischen. Sie umfasste auch die Brüdergemeinden in Preußen. Von den politischen Anführern der Reformation waren Johann Crotoscius, Johann Tomicius, Raphael Lescinius, Jakub Ostroróg und Albert Marszewius anwesend, von den Ältesten der Unität Jan Augusta, Matthias Czervenka und Johann Blahuslaus, Pfarrer der Kirche in Evancziz. Georg Israel wurde zum ersten Bischof (im damaligen Sprachgebrauch der Böhmischen Brüder Senior, Ältester oder Superattendens) der neugegründeten Provinz, sowie zum Richter für ganz Polen gewählt und ordiniert. Damit war er für die Leitung der polnischen Gemeinden zuständig; eine Aufgabe, die er teils durch persönliche Aktivitäten, teils durch Stellvertreter wahrnahm, da er durch sein aktives Leben körperlich, noch nicht geistig, gealtert war. Zu diesen Stellvertretern gehörte Johann Rokita; am nächsten stand ihm aber Simeon Theophilus, der sein Pflegesohn gewesen war. Unter Israels Führung erlebte die Unität in Polen einen starken Aufschwung.
Ende Oktober und November 1557 visitierte Israel gemeinsam mit Paul Drzewicki, Johann Laurentius und Johann Rokita die großpolnischen Gemeinden. Dabei kamen sie nach Tomice und debattierten in Gegenwart des Schlossherrn mit Lismanini über eine von ihnen verfasste Apologie. Lismanini hatte ihre Schriften zur Beurteilung durch reformierte Theologen in die Schweiz gesandt. Die Antwort sollte Israel und seinen Begleitern zugehen. Sie baten Lismanini, auch die soeben abgegebenen Erklärungen zu ihren Bekenntnisschriften einzusenden. Lismanini stimmte für den Fall zu, dass sie ihre Gedanken selbst verschriftlichen würden. Ein Antwortbrief an Israel datiert auf den 28. Dezember.
Am 8. Februar 1558 veranstalteten die evangelischen Gemeinden Kleinpolens ein Konvent in Sandecz, auf dem Georg Israel, Johann Laurentius und Johann Rokita die Böhmischen Brüder vertraten.
Ab 1560 unterstützte Johann Laurentius Georg Israel in Ostroróg.
Auf der in diesem Jahr am 14. Sonntag nach Trinitatis, das heißt, am 15. September stattfindenden Synode in Xians, zu der er am 4. Februar von Cruciger eingeladen worden war, nahm der immer schwächer werdende Georg Israel nicht mehr selbst teil.
Israel setzte sich, ebenso wie Jan Łaski, für eine Einigung der polnischen evangelischen Christen ein. 1567 lud Erasmus Gliczner, der Superintendent der großpolnischen Lutheraner, Israel zu einer Synode in Posen ein. Grund war Gliczners anfängliche Skepsis diesen Einigungsbemühungen gegenüber. Er ließ Israel einige Fragen beantworten und drängte ihn, die Confessio Augustana als einziges Bekenntnis der Böhmischen Brüder anzunehmen. Israel lehnte dies ab.
1568 sandte Georg Israel Johann Laurentius und Johann Polycarp nach Wittenberg, teils um die Meinung der dortigen theologischen Fakultät zu den Streitigkeiten zwischen Lutheranern und Böhmischen Brüdern in Erfahrung zu bringen, teils um einige Briefe zu überbringen, teils um die dortigen Studenten der Böhmischen Brüder, darunter Simeon Theophilus, zu prüfen, vor allem aber, um den engen Schulterschluss mit den dortigen Theologen aufrechtzuerhalten. Die Fakultät beurteilte die Unterschiede zwischen den Bekenntnissen der Böhmischen Brüder und der Lutheraner als rein oberflächlich; eine Meinung, die bereits Luther vertreten hatte. Laurentius kehrte mit der Bestätigung ihrer Freundschaft und Briefen sowohl der Fakultät als auch einzelner Personen an Georg Israel und die großpolnischen Böhmischen Brüder zurück.
Am 15. Juni 1569 weihte Israel Simeon Theophilus zum Diakon oder Katecheten.
Vom 13. bis zum 16. Februar 1570 wurde zunächst eine vorläufige Synode von Böhmischen Brüdern, dort geleitet von Georg Israel, und Lutheranern, geleitet durch Erasmus Gliczner, in Posen abgehalten. Dabei wurde das Bekenntnis der Brüder und dessen Vereinbarkeit mit der Confessio Augustana diskutiert und ein weiteres Treffen in christlicher Eintracht vereinbart.
In Wilna in Litauen kam es am 2. März 1570 zu einer vorläufigen Einigung zwischen Lutheranern und Calvinisten bezüglich des Abendmahlsverständnisses.

### Consensus von Sandomir und Lebensende
Im Frühjahr 1570 wurde schließlich in der Palatinatshauptstadt Sandomir in Kleinpolen auf einer reich besuchten Generalsynode von polnischen Lutheranern, Calvinisten und Böhmischen Brüdern, die am 9. April eröffnet wurde und ab dem 10. April tagte, ein evangelischer Kirchenbund für Polen gegründet. Die Synode einigte sich dabei auf den Consensus von Sandomir (lateinisch Consensus mutuus in religionis christianae capitibus). Dabei wurde, weltweit erstmals, die Übereinstimmung der drei vertretenen konfessionellen Gruppen in den theologisch wichtigsten Fragen festgestellt. An der Synode nahm im Auftrag Israels und Laurentius’ auch Simeon Theophilus teil, der ebenfalls zu der Einigung beitrug. Georg Israel selbst konnte aufgrund seines Alters, vielleicht auch aus Krankheitsgründen, nicht an der Synode teilnehmen, leistete aber am 20. Mai auf der Posener Synode seine Unterschrift für die Einigung im Namen der Böhmischen Brüder.
Am 23. Juni 1573 weihten Israel und der Älteste Laurentius Theophilus durch Handauflegung zum Geistlichen der Unität.
Am 29. September 1573 nahm Georg Israel letztmals an einer Synode teil. Diese wurde von den drei evangelischen Gemeinden Krakaus veranstaltet und war reich besucht. Auf der Synode wurden der Consensus von Sandomir sowie die Beschlüsse anderer Synoden, unter anderem zu den Kirchenämtern und der Kirchendisziplin, bestätigt. Arianisch gesinnte Baptisten, die auch auf der Synode vertreten waren, wurden von der Gemeinschaft mit den übrigen evangelischen Gruppen ausgeschlossen. Ferner ging es um die gottesdienstliche Praxis. Tänze wurden verboten, ebenso das Sitzen beim Empfang des Abendmahls, wie es bei den genannten Baptisten üblich war. Sowohl die politischen Anführer der Reformation als auch die Geistlichen verpflichteten sich zur Einhaltung der Beschlüsse. Nach der Synode setzte sich der erkrankte Israel zur Ruhe, seine Aufgaben als Prediger und Synodaler übernahmen Johannes Laurentius, Johannes Rokita und sein Pflegesohn Simeon Theophilus.
1579 zog Israel nach Leipnik.
1580 legte er sein Bischofsamt nieder.
1587 weihte Israel gemeinsam mit Johann Caleph und Johann Aeneas Simeon Theophilus durch Handauflegung zum Senior.
Georg Israel starb am 8. Juli 1588 in Leipnik.

## Gedenktag
15. Juni im Evangelischen Namenkalender.
Der Gedenktag wurde zunächst von Jörg Erb für sein Buch Die Wolke der Zeugen (Kassel 1951/1963, Bd. 4, Kalender auf S. 508–520) eingeführt. Die Evangelische Kirche in Deutschland übernahm im Jahre 1969 diesen Gedenktag in den damals eingeführten Namenkalender, seitdem hat er offiziellen Charakter.

## Rezeption: Psalmbetend über Eisschollen
Eine poetische Schilderung der Weichselüberquerung Israels findet sich in Axel Kühner: Hoffen wir das Beste, Aussaat-Verlag, 6. Auflage 2005, ISBN 3-7615-1618-5. Der Text findet sich in zahlreichen Kopien im Internet, oft mit einer falschen Einordnung Georg Israels als jüdischer Rabbi statt evangelischer Geistlicher:
Als Jiri Izrael

einer der Stillen im Getümmel der Welt

vor Ostern im Jahre fünfzehnhunderteinundfünfzig

bei Torun über die gefrorene Weichsel ging

begann vor seinen Füßen

plötzlich das Eis zu brechen

Und Jiri Izrael sprang

von Scholle zu Scholle

und sang dabei den Psalm

Lobet im Himmel den Herrn

lobet ihn in der Höhe

Von Scholle zu Scholle

Lobet ihn alle seine Engel

lobet ihn all sein Heer

Von Scholle zu Scholle

Lobet ihn Sonne und Mond

lobet ihn alle leuchtenden Sterne

Von Scholle zu Scholle

Lobet ihn ihr Himmel aller Himmel

und ihr Wasser über dem Himmel

Von Scholle zu Scholle

Lobet den Namen des Herrn aller Dinge

denn er gebot da wurden sie geschaffen

Von Scholle zu Scholle

Lobet den Herrn auf Erden

ihr großen Fische und alle Tiefen des Meeres

Von Scholle zu Scholle

Lobet den Namen des Herrn

denn sein Name allein ist hoch

seine Herrlichkeit reicht

so weit Himmel und Erde ist

Und so gelangte Jiri Izrael

aus der Strömung des Flusses

glücklich ans Ufer.